# Annemie Peeters
Annemie Peeters (1960) is een Belgische radio- en tv-presentatrice.
Ze presenteerde van 2002 tot 2004 samen met Siegfried Bracke het Eén-programma De Zevende Dag.
Ze verving in het voorjaar van 2005 Friedl' Lesage tijdens deze haar ziekteverlof in De Nieuwe Wereld op Radio 1 waar ze ook reeds voor 2002 aan een aantal programma's meewerkte en programma's presenteerde. Ze presenteerde van september 2005 tot eind juni 2007 samen met Koen Fillet het Radio 1-programma Wilde Geruchten. Vanaf september 2007 presenteerde ze met Sven Pichal het Radio 1-programma Peeters & Pichal. Dat programma eindigde in juni 2012. Peeters presenteerde vanaf het najaar van 2012 het actualiteitsprogramma Peeters en Partners op zaterdag- en zondagochtend. Van het najaar van 2014 tot midden 2018 presenteerde ze het weekprogramma De bende van Annemie.
In 2019 werkt ze onder de noemer "fifty fifty" aan filmpjes, podcasts en radio-uitzendingen over vijftigers, van wie ze vindt dat ze vergeten worden of verkeerd voorgesteld worden. Naar aanleiding van de coronacrisis presenteerde ze sinds 2020 het humoristische columnistenprogramma De Toestand is Hopeloos maar niet Ernstig. Sinds 2020 presenteert ze op feestdagen Bruggenbouwers, waarin ze op zoek gaat naar verbindende figuren en verhalen. Sinds 2022 presenteert ze in afwisseling met Evert Venema, Bruno Wyndaele, Raf Njotea, Linde Merckpoel, Annelies Moons en Bent Van Looy het programma Voorproevers, waarin elke dag een selectie van non-fictieboeken, documentaires en podcasts wordt besproken.
Peeters is een zus van journalist en auteur Marnix Peeters. Ze vormt een koppel met Koen Meulenaere.

## Gepresenteerde radioprogramma's
- Gewoon Weg
- Klaarwakker
- Voor de Dag
- Radio Trottoir
- Voeten Vegen
- Buitenlandse zaken
- Groot Gelijk
- De Nieuwe Wereld
- Wilde Geruchten
- Peeters & Pichal
- De bende van Annemie
- De Boshut
- De Toestand is Hopeloos maar Niet Ernstig
- Bruggenbouwers
- Voorproevers

- International Standard Name Identifier: 0000 0003 9312 9219
- Nederlandse Thesaurus van Auteursnamen: 314659234
- Virtual International Authority File: 287371580
- WorldCat: E39PBJwHf7dTRdcD6B9P9fbPQq